# Monitor de computador

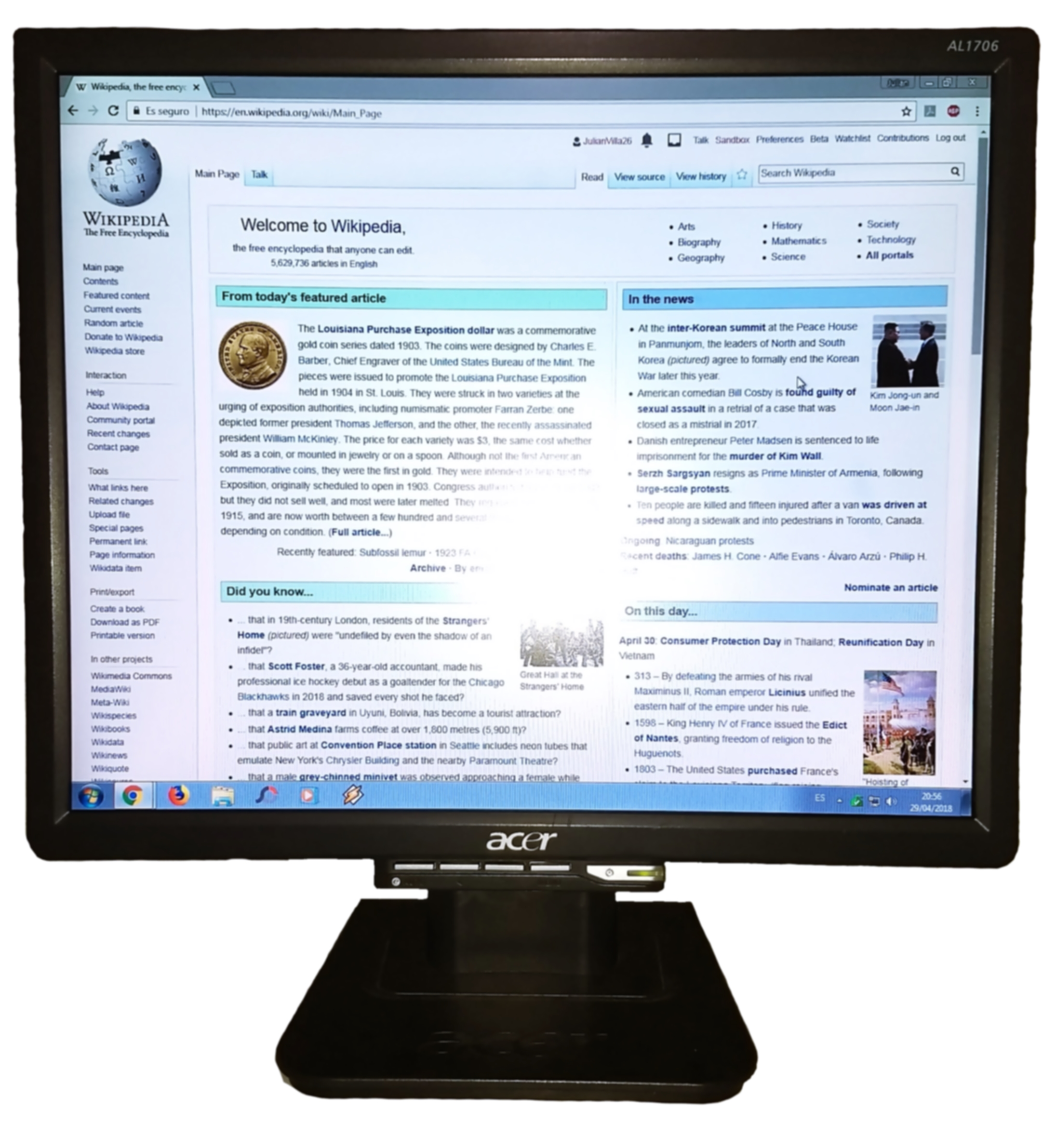
Monitor LCD.

O monitor de computador(português brasileiro)ou ecrã do computador(português europeu)é um dispositivo (interface ou periférico) de saída, de exibição de dados/informações ao usuário que foram processadas pela CPU ou que foram inseridas pelo usuário.
Também pode se considerar um unidade de entrada/saída (de sigla E/S, do inglês: input/output de sigla I/O)  se o monitor tiver tela touch ou multitáctil.

## História
Os computadores comunicavam com o operador mediante de pequenas luzes, que se acendiam ou se apagavam ao aceder a determinadas posições de cor ou executar certas instruções.
Anos mais tarde apareceram computadores que funcionavam com cartão perfurado, que permitiam introduzir programas no computador. Durante a década de 1960, a forma mais comum de interagir com um computador mediante uma máquina de escrever, que se ligava diretamente a este e pegava todos os dados de uma sessão informática. Foi a forma mais barata de visualizar os resultados até a década de 70, quando começaram a aparecer os primeiros monitores de CRT (tubo de raios catódicos). Seguiam o regular MDA (Monochrome Display Adapter), e eram monitores monocromáticos (de uma sozinha cor) de IBM.
Estavam expressamente desenhados para modo texto e suportavam sublinhado, negrita, itálico, normal e invisibilidade para textos.
Pouco depois e no mesmo ano saíram os monitores CGA (Cor Graphics Adapter –gráficos adaptados a cor–) foram comercializados em 1981 ao desenvolver-se a primeira placa de vídeo a partir do regular CGA de IBM. Ao comercializar-se ao mesmo tempo que os MDA os utentes de PC optavam por comprar o monitor monocromático por seu custo.

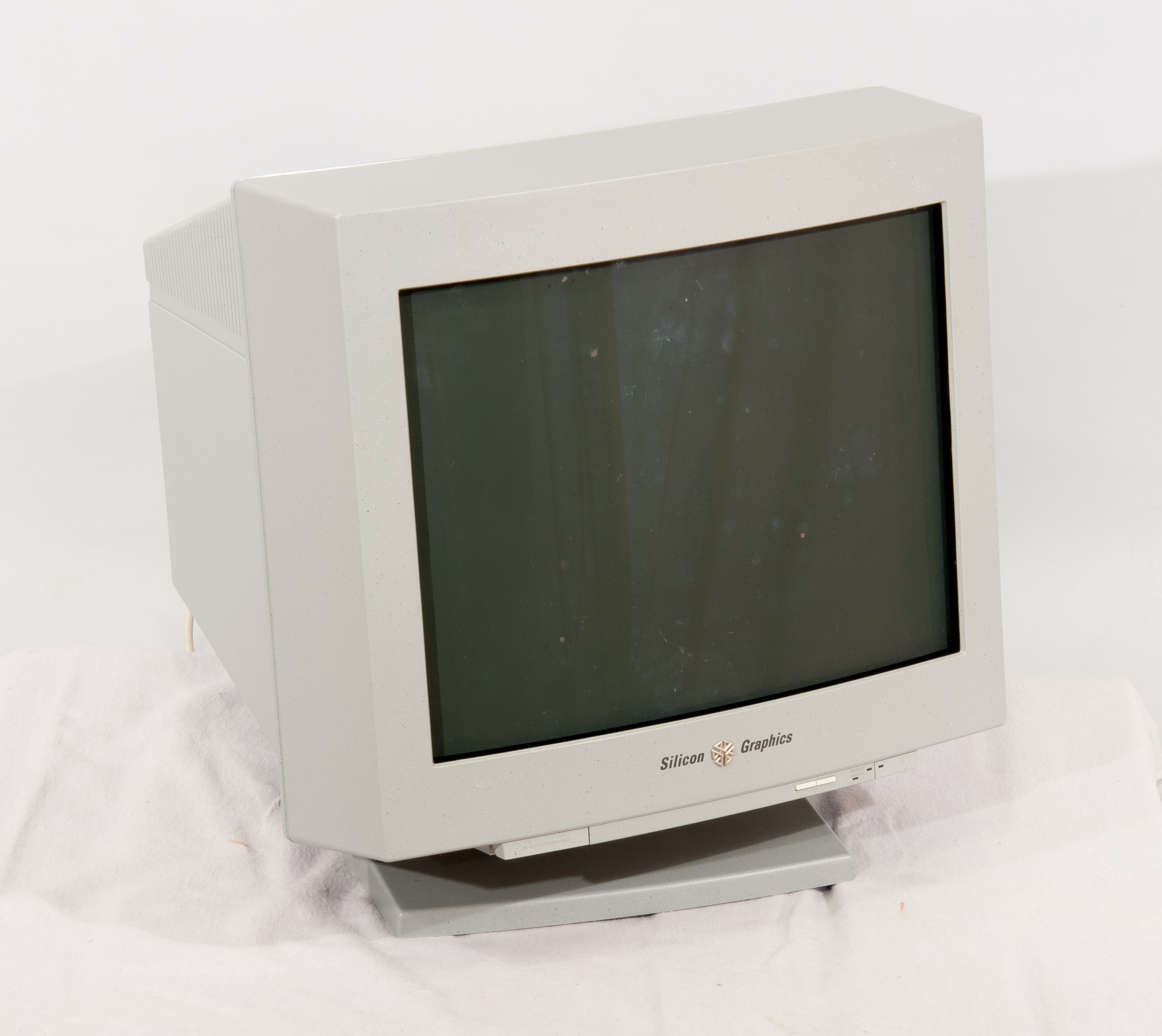
Monitor CRT.

Três anos mais tarde surgiu o monitor EGA (Enhanced Graphics Adapter - adaptador de gráficos melhorados) regular desenvolvido por IBM para a visualização de gráficos, este monitor contribuía mais cores (16) e uma maior resolução.
Em 1987 surgiu o regular VGA (Video Graphics Array - Matriz gráfica de vídeo) foi um monitor muito acolhido e dois anos mais tarde melhorou-se e redesenhou para solucionar certos problemas que surgiram, desenvolvendo assim SVGA (Super VGA), que também aumentava cores e resoluções, para este novo regular se desenvolveram placas de vídeo de fabricantes até o dia de hoje conhecidos como S3 Graphics, NVIDIA ou ATI entre outros.
Com este último regular surgiram os monitores CRT que até na maioria de lares onde tinha um computador

## Parâmetros do ecrã
- Pixel: unidade mínima representável num monitor. Os monitores podem apresentar pixels mortos ou atascados. Notam-se porque aparecem em branco. Mais comum em portáteis.
- Tamanho de ponto ou (dot pitch): o tamanho de ponto é o espaço entre dois fósforos coloridos de um pixel. É um parâmetro que mede a nitidez da imagem, medindo a distância entre dois pontos da mesma cor; resultado fundamental em grandes resoluções. Os tamanhos de ponto mais pequenos produzem imagens mais uniformes. Um monitor de 14 polegadas costuma ter um tamanho de ponto de 0,28 mm ou menos. Em ocasiões é diferente em vertical que em horizontal, ou se trata de um valor médio, dependendo da disposição particular dos pontos de cor na tela, bem como do tipo de grade empregada para dirigir os fazes de elétrons. Em LCD e em CRT de abertura de grade, é a distância em horizontal, enquanto nos CRT de máscara de sombra, mede-se quase em diagonal. O mínimo exigível neste momento é que seja de 0,28mm. Para CAD ou em general para desenho, o ideal seria de 0,25 mm ou menor. 0,21 em máscara de sombra é o equivalente a 0.24 em abertura de grade.
- Área útil: o tamanho da tela não coincide com a área real que se utiliza para representar os dados.
- Ângulo de visão: é o máximo ângulo com o que pode se ver o monitor sem que se degrade demasiado a imagem. Mede-se em graus.
- Luminância: é a medida de luminosidade, medida em Candela.
- Tempo de resposta: também conhecido como latência. É o tempo que lhe custa a um pixel passar de ativo (branco) a inativo (negro) e depois a ativo de novo.
- Contraste: é a proporção de brilho entre um pixel negro a um pixel branco que o monitor é capaz de reproduzir. Algo bem como quantos tons de brilho tem o monitor.
- Coeficiente de contraste de imagem: refere-se ao "ao vivo" que resultam as cores pela proporção de brilho empregada. A maior coeficiente, maior é a intensidade das cores (30000:1 mostraria um colorido menos vivo que 50000:1).
- Consumo: quantidade de energia consumida pelo monitor, mede-se em Watts.
- Largo de banda: frequência máxima que é capaz de suportar o monitor.
- Hz ou frequência de refresco vertical: são 2 valores entre os quais o monitor é capaz de mostrar imagens estáveis na tela.
- Hz ou frequência de refresco horizontal : similar ao anterior mas em sentido horizontal, para desenhar a cada uma das linhas da tela.
- Blindagem: um monitor pode ou não estar blindado ante interferências eléctricas externas e ser mais ou menos sensível a elas, pelo que em caso de estar a blindar, ou semi-blindado pela parte traseira levará a cobrir praticamente a totalidade do cano um ferro metálico em contacto com terra ou massa.
- Tipo de monitor: nos CRT podem existir 2 tipos, de abertura de grade ou de máscara de sombra.
- Linhas de tensão: são umas linhas horizontais, que têm os monitores de abertura de grade para manter as linhas que permitem mostrar as cores perfeitamente alinhadas; em 19 polegadas o habitual costumam ser 2, ainda que também os há com 3 linhas, alguns monitores pequenos inclusive têm uma sozinha.

### Tamanho da tela e proporção

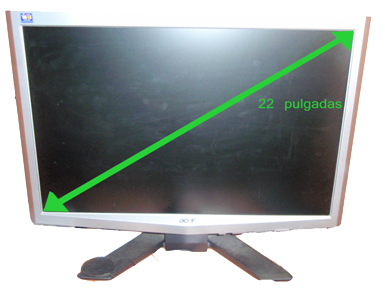
Medida de tamanho da tela para TFT.

O tamanho da tela é a distância em diagonal de um vértice da tela ao oposto, que pode ser diferente da área visível quando falamos de CRT , enquanto a proporção ou relação de aspecto é uma medida de proporção entre o largo e o alto do ecrã, assim por exemplo uma proporção de 4:3 ( Quatro terços ) significa que pela cada 4 pixels de largo temos 3 de alto, uma resolução de 800x600 tem uma proporção de tela 4:3, no entanto estamos a falar da proporção do monitor.
Estas duas medidas descrevem o tamanho do que se mostra pela tela, historicamente até não faz muito tempo e ao igual que as televisões os monitores de computador tinham um proporção de 4:3. Posteriormente desenvolveram-se regulares para tela de aspecto panorâmico 16:9 (às vezes também de 16:10 ou 15:9) que até então só víamos no cinema.

#### Medida do tamanho da tela
As medidas de tamanho de tela são diferentes quando se fala de monitores CRT e monitores LCD.
- Para monitores CRT a medida em polegadas da tela toma como refere os extremos do monitor tendo em conta a borda, enquanto a área visível é mais pequena.
- Para monitores LCD a medida de tamanho de tela faz-se de ponta a ponta da tela sem contar as bordas.

Os tamanhos comuns de tela costumam ser de 15, 17, 19, 21 polegadas. A correspondência entre as polegadas de CRT e LCD quanto a zona visível refere-se, costuma ser de uma escala inferior para os CRT, isto é uma tela LCD de 17 polegadas equivale em zona visível a um ecrã de 19 polegadas do monitor CRT (aproximadamente).

### Resolução máxima

Comparação de resoluções de vídeo.

É o número máximo de pixels que podem ser mostrados na cada dimensão, é representada em filas por colunas. Está relacionada com o tamanho da tela e a proporção.
Os monitores LCD só têm uma resolução nativa possível, pelo que se se fazem trabalhar a uma resolução diferente, escalar-se-á à resolução nativa, o que costuma produzir artefatos na imagem.
As resoluções mais usadas são:
| Padrão | Nome                                          | Largura | Altura | % de usuários de Steam |
| ------ | --------------------------------------------- | ------- | ------ | ---------------------- |
| XGA    | estendam Graphics Array                       | 1024    | 768    | 15,37%                 |
| WXGA   | Widescreen estendam Graphics Array            | 1280    | 800    | 7,35%                  |
| SXGA   | Super estendam Graphics Array                 | 1280    | 1024   | 21,01%                 |
| WSXGA  | Widescreen Super estendam Graphics Array      | 1440    | 900    | 11,12%                 |
| WSXGA+ | Widescreen Super estendam Graphics Array Plus | 1680    | 1050   | 18,48%                 |

### Cores

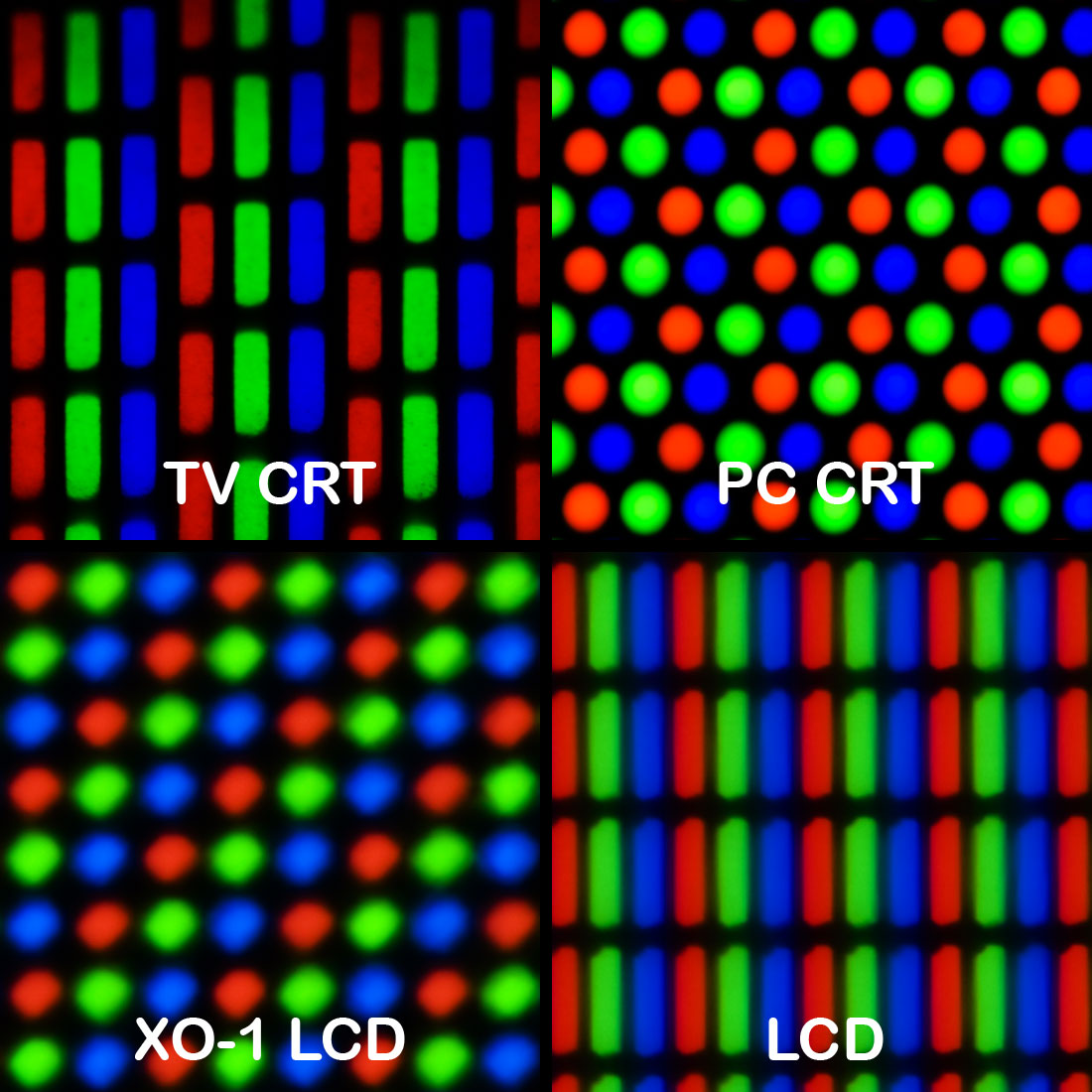
Geometria dos pixels.

A cada pixel da tela tem interiormente 3 subpíxels, um vermelho, um verde e outro azul; dependendo do brilho da cada um dos subpíxels, o pixel adquire uma cor ou outro de forma semelhante à composição de cores RGB.
A maneira de organizar os subpíxels de um monitor varia entre os dispositivos. Costumam-se organizar em linhas verticais, ainda que alguns CRT organizam-nos em pontos formando triângulos. Para melhorar a sensação de movimento, é melhor organizá-los em diagonal ou em triângulos.
O conhecimento do tipo de organização de pixels, pode ser utilizado para melhorar a visualização de imagens de mapas de bit usando renderizado de subpíxels.
A maior parte dos monitores têm uma profundidade 8 bits por cor (24 bits ao todo), isto é, podem representar aproximadamente 16,8 milhões de cores diferentes.

## Classificação de monitores
Em Hardware, um monitor é um periférico que mostra a informação de forma gráfica de um computador. Os monitores ligam-se ao computador através de uma placa de vídeo (ou adaptador ou cartão de vídeo).
- Um monitor pode classificar-se, segundo a tecnologia empregada para formar as imagens em: 
  - Tubo de raios catódicos ou CRT (Cathode Ray Tube)
  - Tela de cristal líquido ou LCD (Liquid Crystal Display)
  - Tela de plasma ou PDP (Plasma Display Painel)
  - TFT LCD (Thin Filme Transistor: transistor de filmes finos)
  - Tela LED (Light Emitting Diode: diodo emissor de luz)
    - OLED (Organic Light-Emitting Diode: diodo orgânico de emissão de luz)
    - AMOLED (Active Matrix CHEIREM: CHEIREM de matriz ativa)
    - Super AMOLED (Super Active Matrix Organic Light-Emitting Diode: Súper AMOLED)

- Em tanto, segundo o regular, um monitor pode classificar-se em: Monitor numérico, MDA, CGA, EGA, analógico, VGA, SVGA, entre outros.

- Quanto às cores que usam os monitores podem ser:
  - Monitor monocromático
  - Monitor policromático.

- Quanto a se é somente um Periférico de saída (S) ou Periférico primeiramente/Saída (E/S):
  - Monitor não táctil: S
  - Ecrã táctil (touch screen): E/S
  - Multitáctil (multitouch): E/S

- Existem alguns conceitos quantificares relacionados aos monitores e servem para medir sua qualidade, estes são: pixel, passo (dot pitch), resolução, taxa de refresco, dimensão do cano, tamanho de ponto, área útil.

Basicamente, os monitores podem classificar-se em dois tipos gerais:
1. Monitor de “ecrã curvo” ou CRT
2. Monitor de ecrã plano: LCD, TFT, LED, PDP

Em Software, um monitor de um programa é toda aquela ferramenta que vem com um programa que serve para controlar alguma situação. Por exemplo o monitor de um antivírus, encarregado de monitorar continuamente o computador para verificar que não se execute nenhum vírus.

## Vantagens e desvantagens

### Monitores LCD
- Vantagens:
  - A espessura é inferior pelo que podem se utilizar em portáteis.
  - A cada ponto encarrega-se de deixar ou não passar a luz.
  - A geometria é sempre perfeita, o determina o tamanho do pixel

- Desvantagens:
  - Somente podem reproduzir fielmente a resolução nativa, com o resto, vê-se uma borda negra, ou vê-se esmaecido por não poder reproduzir médios pixels.
  - Por si sozinhas não produzem luz, precisam uma fonte externa.
  - Se não se olha dentro do cone de visibilidade adequado, desvirtuam as cores.
  - O ADC e o CDA de um monitor LCD para reproduzir cores limita a quantidade de cores representável.
    - O ADC (Conversor Analógico a Digital) na entrada de vídeo analógica (quantidade de cores a representar).
    - O DAC (Conversor Digital a Analógico) dentro da cada pixel (quantidade de possíveis cores representável).

### Monitores CRT
- Vantagens:
  - Diferentes resoluções podem-se ajustar ao monitor.
  - Nos monitores de abertura de grade não há moiré vertical.
  - Permitem reproduzir uma maior variedade cromática
- Desvantagens:
  - Ocupam mais espaço (quanto mais fundo, melhor geometria).
  - Os modelos antigos têm o ecrã curvo.
  - Os campos eléctricos afectam ao monitor (a imagem vibra).
  - Para desfrutar de uma boa imagem precisam ajustes por parte do utente.
  - Nos monitores de abertura de grade podem-se apreciar (baixo fundo branco) várias linhas de tensão muito finas que cruzam o ecrã horizontalmente.

### Dados técnicos, comparativos entre si
- Nos CRT, a frequência de refresco é a que tem o cartão gráfico, nos LCD não sempre é a que se lhe manda
- Os CRT podem ter modo progressivo e entrelaçado, os LCD têm outro método de representação.
- Nos CRT perde-se aproximadamente 1 polegada do tamanho, que se utiliza para a fixação do cano, nos LCD é praticamente o que ocupa o LCD por se mesmo.
- O peso de um LCD vê-se incrementado pela peana para dar-lhe estabilidade, mas o monitor em si não pesa praticamente nada.
- Os LCD costumam precisar de um transformador externo ao monitor, nos CRT toda a eletrônica vai dentro do monitor.
- Nos LCD o consumo é menor, e a tensão de utilização por parte da eletrônica também.
- Nos CRT podem aparecer problemas de "queimar" o fósforo do ecrã, isto ocorre ao deixar uma imagem fixa durante muito tempo, como a palavra "insert coin" nas recreativas, nos LCD os problemas podem ser de pixels morridos (sempre ignição ou, sempre apagado), aparte de outros danos.
- O pisco de ambos tipos de ecrãs é devido à baixa frequência de refresco, unido à persistência do brilho do fósforo, e à memória da cada pixel num CRT e LCD respectivamente, que mitigam este defeito.
  - Com alta velocidade de refresco e um tempo grande de persistência do fósforo, não há pisco, mas se a persistência do fósforo é baixa e o refresco é baixo, se produz este problema. No entanto isto pode causar um efeito de desvanecimento ou visão borrosa, ao permanecer ainda acendido um ponto, no seguinte refresco do ecrã.

## Principais fabricantes
Os principais fabricantes de monitores conhecidos internacionalmente são: